# Acacia origena
Acacia origena é uma espécie de leguminosa do gênero Acacia, pertencente à família Fabaceae.